# Definizione
Una definizione (dal latino definitio, 'delimitazione di confini'), in lessicografia, è la spiegazione del significato di una parola o di una locuzione. La definizione serve a delineare il concetto e ad indicarne l'area d'uso.

## Tipi di definizione
Si possono riscontrare quattro tipi diversi di estensioni:
- definizione specialistica: descrive il concetto all'interno di un determinato campo semantico.
- definizione terminologica: identifica un concetto in modo preciso e lo colloca con una classificazione all'interno del sistema concettuale cui appartiene. Utilizzata nei dizionari specialistici, ha lo scopo di caratterizzare e delimitare un termine associato ad un dato concetto all'interno di un dominio corrispondente.
- definizione enciclopedica: descrive il concetto in maniera generale spiegando i diversi significati che il termine assume al variare del contesto. Tipica delle enciclopedie, propone di fornire l'insieme delle conoscenze di un oggetto.
- definizione lessicografica: descrive il termine avvalendosi di altri termini, sinonimi o parafrasi. Si trova soprattutto nei dizionari di lingua generale e nelle enciclopedie, con il fine di distinguere i vari sensi delle parole ad esse associati e di esplicitare il senso delle parole.

La classificazione concettuale non è universale, bensì può essere soggetta a più faccette, che consentono di descrivere un oggetto sfruttando più metadati.

## Struttura delle definizioni
Dal punto di vista strutturale si possono distinguere quattro tipi di definizioni:
- definizione formale
- definizione semi-formale
- definizione non formale
- definizione semi-complessa

### Definizione formale
La definizione formale si basa sulla struttura:
- Specie = genere + differenza

ossia del tipo: x = y + k, dove k rappresenta l'insieme delle caratteristiche variabili.
La definizione formale fornisce al destinatario tre informazioni principali: la denominazione del termine (definiens), la classe di appartenenza del definiendum, le differenze tra il termine da definire e i termini correlati. La differenza costituisce l'insieme delle caratteristiche distintive del concetto. I verbi più utilizzati in questo tipo di definizione sono: essere, rappresentare, costituire, esprimere, definirsi, intendersi. Talvolta è possibile riscontrare il definiendum in posizione rematica: y + k = x.
Esempio di definizione formale:
- L'usignolo è un uccello dell'ordine dei passeriformi, sottordine dei passeri. (da Wikipedia)

### Definizione semi-formale
La definizione semi-formale fornisce due tipi di informazioni:
- La denominazione del termine da definire,
- Le differenze che lo distinguono dai concetti correlati senza enunciare un definiens.

La struttura delle definizioni semi-formali è del tipo: x = y + k + z + w e si basano sull'enunciazione delle proprietà che legano quel particolare termine al campo semantico di appartenenza. Spesso si utilizza la relazione causa-effetto. Le espressioni meta-definitorie più utilizzate sono: avere, possedere, essere capace di, essere in grado di, essere utilizzato per.
Esempio di definizione semi-formale:
- La BPI è capace di legare e neutralizzare le endotossine batteriche, inibendone l'attività flogogena (dal materiale non pubblicato del Laboratorio di Terminologia e Traduzione assistita dell'Università di Bologna).

### Definizione non formale
La definizione non formale fornisce come informazione il termine in questione e una parafrasi contraddistinta da un linguaggio non specialistico che il più delle volte contiene una descrizione dello stesso. Utilizzata nella comunicazione tra esperto e non-esperto.
La struttura delle definizioni non formale è del tipo: x = w, dove w può esprimere con x una relazione di sinonimia, parafrasi o sostituzione. Espressioni meta-definitorie tipiche sono cioè, ad esempio, chiamato, ecc.
Esempio di definizione non formale:
- Il catetere è un involucro cilindrico (dal materiale non pubblicato del Laboratorio di Terminologia e Traduzione assistita dell'Università di Bologna).

### Definizione complessa
Una definizione complessa racchiude un numero elevato di nuclei semantici complessi. Utilizzata soprattutto nella comunicazione tra esperti, è caratterizzata da un uso frequente di incisi, apposizioni e riprese anaforiche profrastiche quali tale, questo ecc.
Esempio di definizione complessa:
- La metionina non incorporata nelle proteine viene in gran parte convertita in S-adenosil-metionia (AdoMet). Questo è un importante donatore di metili, nelle varie reazioni di transmetilazione ad accettali, quali guanidinacetato, acidi nucleici, neurotrasmettitori, fosfolipidi ed ormoni (dal materiale non pubblicato del Laboratorio di Terminologia e Traduzione assistita dell'Università di Bologna).

## Estrazione delle definizioni da uncorpuscreato ad hoc

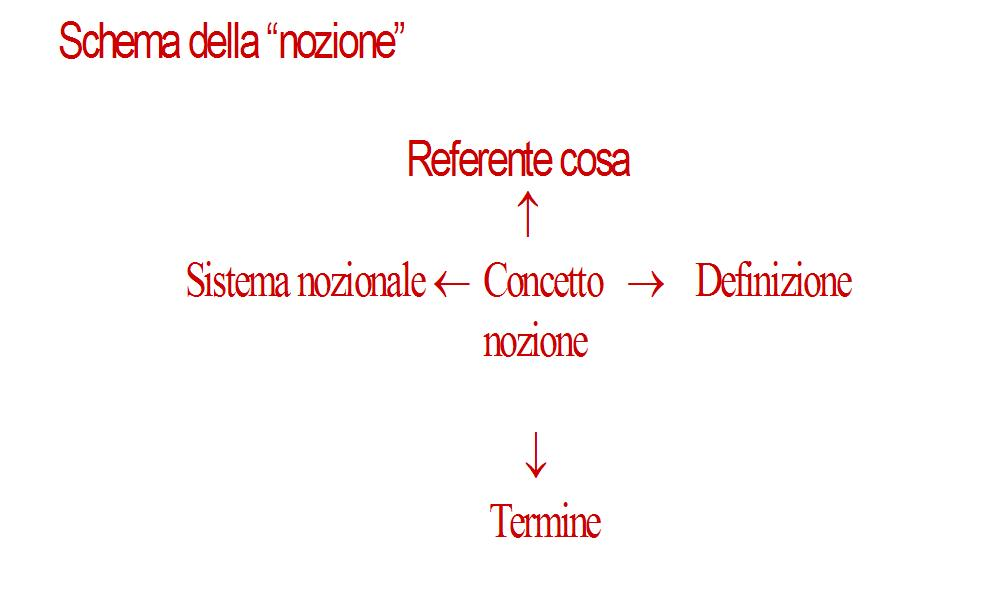
Schema delle nozioni di definizione e concetto

Il terminologo, creando un corpus ad hoc composto in prevalenza da testi di tipo scientifico-divulgativo che garantiscono la massima affidabilità, è in grado di estrarre vari tipi di definizioni che debbono soddisfare quattro categorie generali:
- entità
- attività
- qualità
- relazioni

Le caratteristiche essenziali sono quelle che rappresentano e descrivono l'essenza del concetto stesso e pertanto sono inevitabili al momento della definizione, quelle non essenziali invece aggiungono elementi non rilevanti ai fini della descrizione del concetto stesso.